# 1646
1646 (MDCXLVI) byl rok, který dle gregoriánského kalendáře započal pondělím.

## Události
- vymřela po meči lankrabata z Leuchtenberka

### Probíhající události
- 1568–1648 – Nizozemská revoluce
- 1568–1648 – Osmdesátiletá válka
- 1618–1648 – Třicetiletá válka
- 1635–1659 – Francouzsko-španělská válka
- 1642–1651 – Anglická občanská válka

## Narození

#### Česko
- 13. února – Bernard Bartlicius, český piaristický historik († 20. července 1716)
- 12. března – Augustin Strobach, český jezuita a misionář († 27. srpna 1684)
- ? - Leopold Vilém Voračický z Paběnic, šlechtic († 1702)

#### Svět

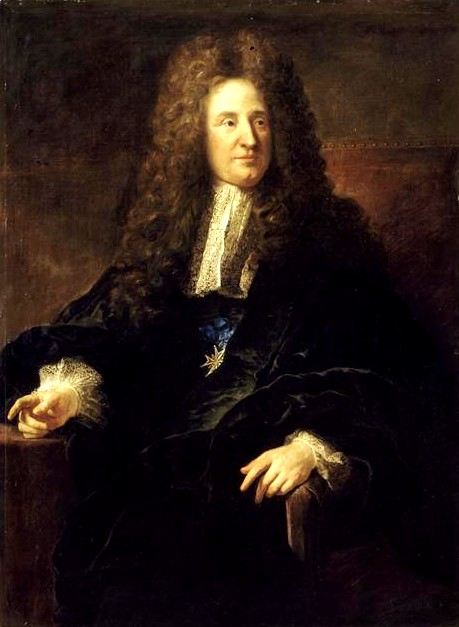
Jules Hardouin-Mansart († 16. dubna)

- 01. dubna – James Vernon, anglický politik ze staré šlechtické rodiny († 31. ledna 1727)
- 15. dubna – Kristián V. Dánský, král Dánska a Norska († 25. srpna 1699)
- 16. dubna – Jules Hardouin-Mansart, francouzský architekt († 11. května 1704)
- 01. června – Gottfried Wilhelm Leibniz, německý matematik a fyzik
- 05. června – Elena Lucrezia Cornaro Piscopia, první ženou v historii, která získala univerzitní titul († 26. července 1684)
- 06. června – Hortenzie Mancini, milenka anglického krále Karla II.  († 2. července 1699)
- 21. června – Marie Františka Isabela Savojská, portugalská královna († 27. prosince 1683)
- 01. července – Gottfried Wilhelm Leibniz, německý filosof, vědec, matematik a teolog († 14. listopadu 1716)
- 15. července – Fridrich I. Sasko-Gothajsko-Altenburský, německý šlechtic († 2. srpna 1691)
- 06. srpna – Sigbert Heister, rakouský vojevůdce († 22. ledna 1718)
- 12. srpna – Luisa Alžběta Kuronská, hesensko-homburská lankraběnka († 16. prosince 1690)
- 19. srpna – John Flamsteed, anglický astronom († 31. prosince 1719)
- 09. listopadu – John Egerton, 3. hrabě z Bridgewateru, anglický šlechtic a politik († 19. března 1701)
- 26. prosince – Isabela Markéta Orléanská, francouzská vévodkyně a šlechtična († 17. března 1696)

## Úmrtí

#### Česko
- 06. února – Frebonie Eusebie z Pernštejna, šlechtična (* 1596)
- 06. března – Jindřich Libštejnský z Kolovrat, šlechtic (* 1570)
- 29. června – Jan Zikmund z Thun-Hohensteinu, šlechtic (* 20. září 1594)

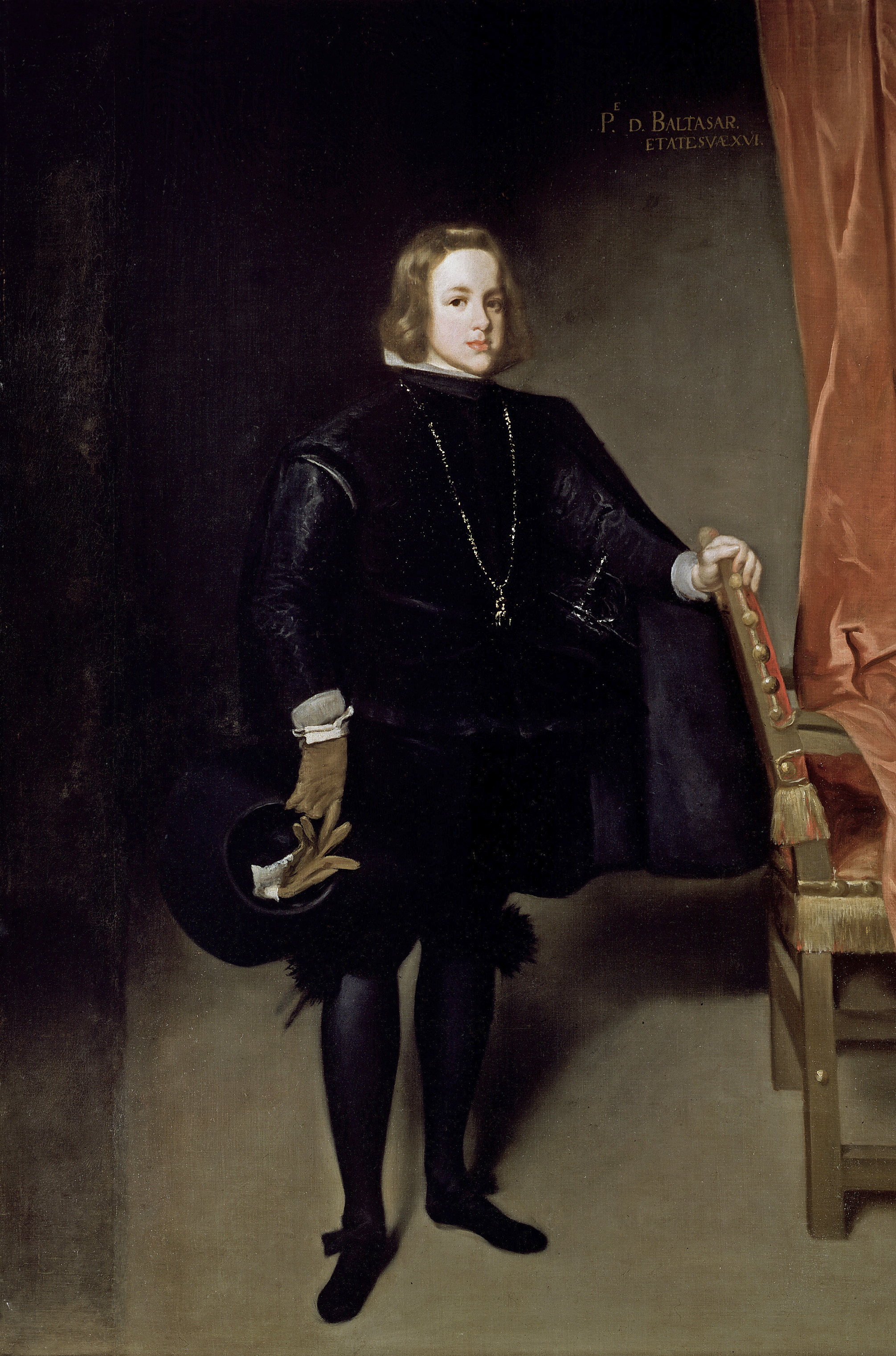
Baltazar Karel Španělský († 9. března)

#### Svět
- 06. ledna – Kašpar Karas z Rhomsteinu, světící biskup olomoucký (* 1597)
- 09. března – Baltazar Karel Španělský, resp. Habsburský, španělský infant a princ asturský (* 17. října 1629)
- 13. května – Marie Anna Španělská, manželka císaře Ferdinanda III. (18. srpna 1606)
- 27. června – Achille d'Étampes de Valençay, francouzský generál (* 5. července 1593)
- 01. července – Gerhard z Questenberka, šlechtic a vysoký císařský úředník (* 1580)
- 25. července – Marie Kateřina Farnese, italská šlechtična a vévodkyně z Modeny (* 18. února 1615)
- 09. srpna – Markéta Aldobrandini, parmská vévodkyně (* 29. března 1588)
- 11. srpna – Benedikt Peňalosa y Mondragon, španělský římskokatolický duchovní (* ?)
- 19. srpna – Francesco Furini, italský barokní malíř z Florencie (* cca 1603)
- 11. září
  - Odoardo I. Farnese, vévoda z Parmy a Piacenzy (* 28. dubna 1612)
  - Antonio Marcello Barberini, italský kardinál (* 18. listopadu 1569)
- 14. září – Robert Devereux, 3. hrabě z Essexu, anglický poslanec a šlechtic (* 11. ledna 1591)
- 04. října – Thomas Howard z Arundelu, anglický šlechtic, sběratel umění (* 7. července 1585)
- 26. prosince – Jindřich II. Bourbon-Condé, princ de Condé, syn Jindřicha I. Bourbona (* 1. září 1588)
- neznámé datum
  - červenec – Sultanzade Mehmed Paša, osmanský princ z ženské linie rodu (* 1603)
  - Ču Jou-sung, čínský císař (* 1607)
  - Mijamoto Musaši, slavný japonský šermíř (* 13. června 1584)
  - Žuan Ta-čcheng, čínský dramatik, básník a politik (* 1587)
  - Feng Meng-lung, čínský spisovatel (* 1574)
  - Tyman Arentsz Cracht, nizozemský malíř (* mezi 1590–1600)

## Hlavy států
- Anglie – Karel I. (1625–1649)
- Francie – Ludvík XIV. (1643–1715)
- Habsburská monarchie – Ferdinand III. (1637–1657)
- Osmanská říše – Ibrahim I. (1640–1648)
- Polsko-litevská unie – Vladislav IV. Vasa (1632–1648)
- Rusko – Alexej I. (1645–1676)
- Španělsko – Filip IV. (1621–1665)
- Švédsko – Kristýna I. (1632–1654)
- Papež – Inocenc X. (1644–1655)
- Perská říše – Abbás II.